# Gustaf Skarsgård
Gustaf Caspar Orm Skarsgård (Estocolmo, 12 de novembro de 1980) é um ator sueco, filho do ator Stellan Skarsgård e da médica My Skarsgård, irmão de Alexander Skarsgård e Bill Skarsgård. O seu padrinho é o aclamado ator sueco Peter Stormare. Gustaf é mais conhecido por seu papel na série Vikings, como Floki (o construtor de barcos).

## Filmografia
- Cursed (2020) (Netlix)
- WestWorld (2018) (TV)
- Vikings (2013) (TV)
- Kon-Tiki (2012)
- The Way Back (2010)
- Patrik, Age 1.5 (2008)
- Arn – The Knight Templar (2007)
- Exit (2006)
- Snapphanar (2006)
- Förortsungar (2006) (Suburb Kids)
- Score (2006)
- Never Be Mine (2006)
- The Last Drop (2005)
- Evil (2003)
- Den Osynlige (2002)
- Judith (2000) (TV)
- D-dag - Lise (2000)
- Hunden som log (1989)
- Idag röd (1987)
- Åke och hans värld (1984)